# Иехуда бен Ицхак
Иехуда бен Ицхак Сир Леон (1166—1224) — тосафист, духовный лидер еврейства Франции, глава парижской иешивы, поэт.

## Биография
Родился в Париже. Происходил из семьи Раши. Учился у Ицхака бен Шмуэля из Дампьера и его сына Элханана. Женился на дочери Авраама сына Йосефа из Орлеана. По-видимому, покинул пределы Франции в 1182 при указе короля об изгнании. В 1198 вернулся, создал и возглавил парижскую иешиву. Среди его учеников Иехиэль из Парижа, Ицхак бен Моше — автор «Ор Заруа» — и Моше из Куци. Иехуда является автором Тосафот (дополнений) почти на все трактаты Талмуда, однако единственный его Тосафот был напечатан в 1863 в Варшаве. Найдены несколько поэм, написанных им.